# Natatolana nukumbutho
Natatolana nukumbutho là một loài chân đều trong họ Cirolanidae. Loài này được Bruce & Olesen miêu tả khoa học năm 1995.